# Ribe skallfragment

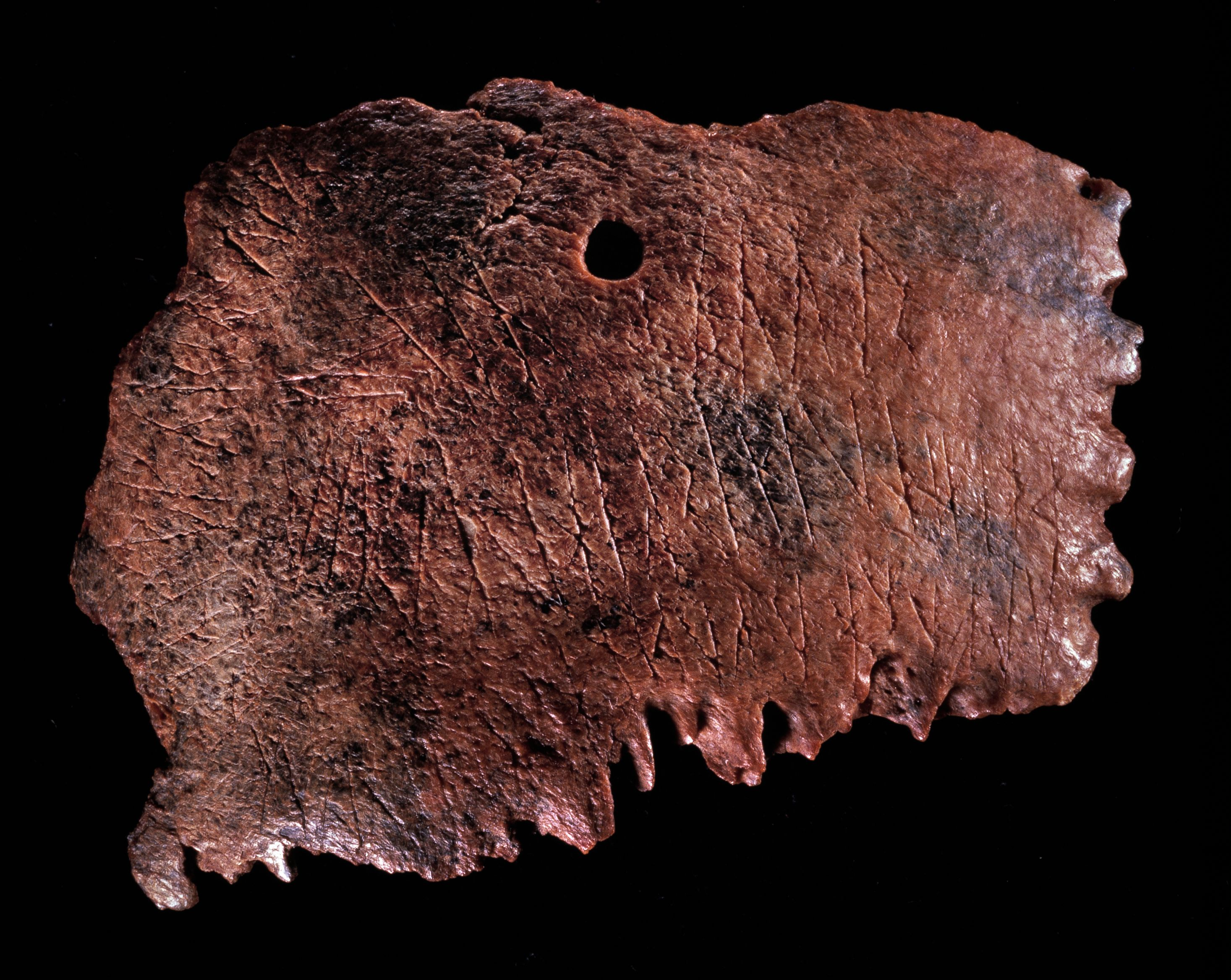
Fotografi av objektet, som visar borrat hål och inskription.

Ribe skallfragmentet (DR EM85;151B i Rundata, även känt som DK SJy39) är en del av mänskligt kranieben med runor som hittades 1973 i en arkeologisk utgrävning i Ribe, Danmark. Det dateras till cirka 725 e.Kr.
Inskriften är viktig eftersom den är tidig, med ålderdomliga former av 16‑typiga runraden, nämner fornnordiska gudar, innehåller ett unikt ord för ”mytisk dvärg av kvinnokön”, och, enligt senaste tolkningen, innehåller en språkligt tydlig besvärjelse mot mytologiska dvärgar med paralleller i andra Nordsjögermanska texter.

## Beskrivning

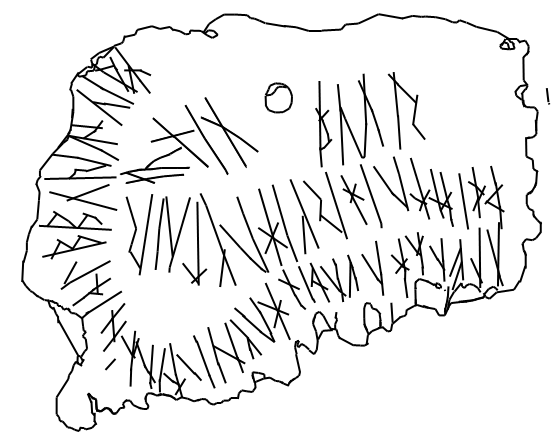
Ritning av fragmentet, som markerar runinskriptionen.

Skallfragmentet är cirka 6 x 8,5 cm stort och har tagits från toppen av ett kranium. Det har ett borrat hål och är ristat med övergångsrunor av den yngre Futharken. Runinskriften behåller två karaktärsformer från den äldre Futharken, ᚺ ( H ) och ᛗ ( M ). Objektet studerades senast genom ett digitalt mikroskop 2021 och visade sig innehålla följande runor:
ᚢᛚᚠᚢᛦᛡᚢᚴᚢᚦᛁᚾᛡᚢᚴᚺᚢᛏᛁᚢᛦ ¶ ᚺᛁᛡᛚᛒᛒᚢᚱᛋᚦᚦᚁᛋ ᛁᛗᛏᚢᛁᛡᚱᚴᛁᛡᚢᚴᛏᚢᛁᚱᚴᚢᚾᛁᚢ ¶ ᛒᚢᚢᚱ
Dessa translittereras som:
ulfuʀaukuþinaukhutiuʀ ¶ hialbburinsuiþʀ ¶ þaimtuiarkiauktuirkuniu ¶ buur

## Tolkning
En möjlig tolkning av inskriften är:
Ulfʀ auk Ōðinn auk Hō-Tīwʀ. Hiālp burin's/burins/Burins viðʀ þæim dværgi auk dværgyniu Bōur.
Ulfʀ och Ōðinn och Hög-Tīwʀ. Hjälpen bärs/den nyföddes hjälp/Burins hjälp mot den dvärgen och dvärgynjan Bōur.
Denna tolkning grundar sig på en undersökning av Jackie Nordström med digitalt mikroskop från 2021, som har lett till en nytolkning av två viktiga runor. I denna tolkning, liksom i tidigare tolkningar, syftar ”Ulfʀ” på någon okänd gudom, ”Ōðinn” på guden Odin och ”Hō‑Tīwʀ” på guden Týr. Ordet ”hiālp” och hålet i toppen gör att föremålet liknar andra skyddsamuletter som till exempel Kvinnebyamuletten (Öl SAS1989;43). I nästa räcka av runor ᛒᚢᚱᛁᚾᛋ (burins), är runan ᚾ (n) en nyläsning av Jackie Nordström. Runföljden burins kan antingen betyda burin [e]s ”är buren”, vilket skulle passa ihop med hålet, burins 'den nyföddes', vilket skulle indikera att föremålet är en skyddande amulett för en nyfödd, eller Burins ” Burins”, genitiv av namnet på den person som skyddades av amuletten, Burinn. I frasen viðʀ þæim dværgi auk dværgyniu Bōur är d en nyläsning av Jackie Nordström. I denna tolkning nämns två varelser som amuletten skyddar bäraren mot, en dvärg, som möjligen har samma namn som bäraren (det vill säga Burinn), och en dvärgynja (kvinnlig dvärg) Bōur. Ordet dværgyniu, i nominativ *dværgynia, är en parallell till ordet för gudinna, fornnordiska ásynja, försvenskat till åsynja/asynja.
Objektet har en slående likhet med Near Fakenham‑plaketten, som också är en skyddande runamulett mot en dvärg, och mer allmänt med tre anglosaxiska skyddsformler Ƿið dƿeorh (Wið dweorh, Mot en dvärg/Against a dwarf), där en av skyddsformlerna till och med innehåller en manlig och en kvinnlig dvärg (Wið Dweorh XCIIIb). Tillsammans med dessa inskrifter tycks Ribekraniet ha varit en del av en vanlig uppfattning bland Nordsjögermaner att dvärgar kunde orsaka sjukdomar och att skyddande amuletter kunde bäras för att avvärja dessa.
Det har påpekats att det finns en avsaknad av slitage i hålet av den typ som skulle kunna förväntas om det hade använts som skyddsamulett. Å andra sidan hittades objektet bland lämningar efter en marknadsplats, så det kanske aldrig har sålts och använts.
Jackie Nordströms läsning och tolkning från 2021 har givits akademisk sanktion genom att införas i databasen Danske Runeindskrifter. Samnordisk runtextdatabas, som är tillgänglig via söktjänsten Runor, har år 2023 inte infört Jackie Nordströms läsning och tolkning.

## Jämförelse med tidigare läsningar och tolkningar
Runa 31 har tidigare lästs som ett möjligt i av bland andra Marie Stoklund och runföljden Hialbburiis har tytts som Hiālp buri es ‟help is through the drill” (”hjälpen är genom borren”) eller Hiālp Būri es ”Būri is help” (”Būri är hjälp”). Jackie Nordström som studerade föremålet i ett digitalt mikroskop fann dock att runan måste läsas som ett n.
Runa 41 lästes tidigare som ett A och runräckan uiþʀ ¶ þaimauiarki som viðʀ þæima værki 'mot denna smärta'. Här fann Nordström att bistavarna korsade huvudstaven för högt upp för att kunna läsas som ett A utan måste läsas som ett t.
Slutligen lästes runa 59 som ett n av Stocklund och runräckan Auktuirkunin som auk dværg[ʀ] unninn  'och dvärgen övervunnen'. De flesta forskare har dock läst det som ett u och Nordström fann att bistaven återigen korsade huvudstaven för högt upp för att kunna läsas som ett n. Dessutom är tolkningen auk dværg unninn språkligt sett högst osannolik, eftersom nominativsubjektet dværg[ʀ] saknar palatalt ‑ʀ, vilket var obligatoriskt kring 700 och förekommer på de andra nominativa maskulina substantiven (Ulfʀ och Tīwʀ); en form utan ‑ʀ vore ett orimligt tidigt exempel på ackusativism. Vidare är tolkningen som erbjuds av Nordström viðʀ þæim dværgi auk dværgyniu mer rimlig eftersom den representerar ett allitererande maskulint-feminint par som æsir ok ásynjur. Ordet dværgynia, som först föreslagits av Ottar Grønvik, är också belagt i en senare fornisländsk form dyrgja.  
Med Jackie Nordströms tydningar av runor blir inskriften påfallande meningsfull och rimlig med avseende på stavning, morfologi och grammatik, och poetiskt‑innehållsligt. 